# Чечено-Ингушская автономная область
Чечено-Ингушская автономная область (Чечено-Ингушская АО) — административно-территориальная единица РСФСР, существовавшая с 15 января 1934 года по 5 декабря 1936 года. Административный центр — город Грозный.

## История
Чечено-Ингушская автономная область была образована 15 января 1934 года в результате объединения Чеченской АО с Ингушской АО в одну автономную область в составе Северо-Кавказского края.
С принятием новой сталинской конституции 5 декабря 1936 года Чечено-Ингушская АО была преобразована в Чечено-Ингушскую АССР и выделена из состава Орджоникидзевского края.

## Статистические данные
- По состоянию на 15 июля 1934 года: площадь территории — 16 200 км², население — 650,5 тыс. человек, число районов — 24.

## Административное деление
В результате объединения Чеченской и Ингушской автономных областей в состав Чечено-Ингушской автономной области вошло 16 районов: Ачалукский (Пседахский) (с. Средние Ачалуки), Веденский, Галанчожский, Галашкинский, Гудермесский, Итум-Калинский, Надтеречный (с. Нижний Наур), Назрановский, Ножай-Юртовский, Петропавловский, Пригородный (г. Орджоникидзе), Сунженский (станица Слепцовская), Урус-Мартановский, Шалинский, Шаро-Чеберлоевский (с. Дай), Шатоевский.
1 августа 1934 года ВЦИК постановил «ликвидировать Петропавловский район, Чечено-Ингушской автономной области, образовать в Чечено-Ингушской автономной области новый Грозненский район с центром в городе Грозном»
23 января 1935 года Шаро-Чеберлоевский район разделен на Шароевский и Чеберлоевский (с. Шаро-Аргун) районы, образованы Ачхой-Мартановский, Курчалоевский, Малгобекский, Пседахский, Саясановский, Старо-Юртовский районы.
20 апреля 1935 года образован Старо-Атагинский район.
20 июня 1936 года центр Пригородного района перенесен из города Орджоникидзе, не входившего в состав области, в с. Базоркино.
Таким образом на 20 июня 1936 года в состав области входил один город областного подчинения
- Грозный

и 24 района:
1. Ачалукский — с. Средние Ачалуки.
2. Ачхой-Мартановский — с. Ачхой-Мартан.
3. Веденский — с. Ведено.
4. Галанчожский — с. Галанчож.
5. Галашкинский — с. Галашки.
6. Грозненский — г. Грозный.
7. Гудермесский — с. Гудермес.
8. Итум-Калинский — с. Итум-Кали.
9. Курчалоевский — с. Курчалой.
10. Малгобекский — рп. Малгобек.
11. Надтеречный — с. Нижний Наур.
12. Назрановский — с. Назрань.
13. Ножай-Юртовский — с. Ножай-Юрт.
14. Пригородный — с. Базоркино.
15. Пседахский — с. Пседах.
16. Саясановский — с. Саясан.
17. Старо-Атагинский — с. Старые Атаги.
18. Старо-Юртовский — с. Старо-Юрт.
19. Сунженский — ст-ца Слепцовская.
20. Урус-Мартановский — с. Урус-Мартан.
21. Чеберлоевский — с. Шаро-Аргун.
22. Шалинский — с. Шали.
23. Шароевский — с. Шарой.
24. Шатоевский — с. Шатой.